# Conurbación La Serena-Coquimbo
La conurbación La Serena-Coquimbo o Gran La Serena está compuesta por a las comunas de La Serena y la zona urbana Coquimbo de la Región de Coquimbo, Chile. Según el censo nacional de 2024 posee 513 860 habitantes, de los cuales 263 719 son provenientes de la comuna de Coquimbo y 250 141 provenientes de La Serena. Esta es la cuarta área metropolitana más poblada de Chile, por detrás del Gran Santiago, Gran Concepción y Gran Valparaíso. Representa el 2,6% del total de la población chilena.

## Historia

### Historia de La Serena
El sector en donde actualmente está emplazada la ciudad, era habitado por el pueblo prehispánico se llamaba Viluma o Vilumanque (mapudungún Culebras y Condores).[cita requerida]
Fue fundada por el capitán Juan Bohón con el nombre de Villanueva de La Serena, aunque se discute la fecha exacta, señalándose como probables el 15 de noviembre o 30 de diciembre de 1543 y el 4 de septiembre de 1544. Muchos historiadores dicen simplemente que fue fundada en 1544.
Cinco años más tarde, en la noche del 11 al 12 de enero de 1549, y cuando recién comenzaba a cimentar su historia, una sublevación de los indígenas provocó la muerte a casi todos los españoles (escapando, al parecer sólo un sobreviviente llamado Juan Cisternas), destruyendo e incendiando el poblado. 
El 26 de agosto de 1549, el rey Carlos I de España (emperador Carlos V) ordenó a Pedro de Valdivia que refundara la ciudad, siendo ejecutada por el capitán Francisco de Aguirre bajo el nombre de San Bartolomé de La Serena (actual patrono de la ciudad), en el mismo lugar donde hoy se levanta la Plaza de Armas. Tiempo después, el 4 de mayo de 1552, el mismo rey le confirió por real cédula el título de ciudad.
En el transcurso de su historia temprana, la ciudad comienza a sufrir continuos ataques por parte de los corsarios, uno de los primeros intentos fue en el año de 1579 por parte Francis Drake, pero es rechazado por milicianos en la bahía de Guayacán. Casi cien años después Bartolomé Sharp sorprende a la ciudad que se encontraba desprovista de armas y defensas, atacándola en 1680. En 1686 una nueva oleada de enemigos acecha la región, en Tongoy un grupo de piratas desembarca para abastecerse de agua, pero fueron atacados y vencidos por hombres de Pedro Cortés y Mendoza venidos desde La Serena. En mayo del mismo año Edward Davis intenta otro ataque y logra entrar a la ciudad, sin embargo ante la feroz respuesta de los milicianos serenenses deben refugiarse en el claustro de la iglesia de Santo Domingo, en horas de la madrugada son derrotados completamente y escapan hacia sus naves. Todos estos ataques causan gran temor en la población, obligando a la fortificación de la urbe en 1730. Con esta medida se evitó la migración progresiva que se estaba desarrollando por parte de los encomenderos, quienes preferían vivir en el interior de la región, en las zonas rurales, a vivir en peligro constante en La Serena.
Además, de los ataques de piratas, La Serena sufrió una destrucción casi total producto de un terremoto, el 8 de julio de 1730.
En 1825 se descubre a 30 km al noroeste de La Serena el mineral de Arqueros, el cual daría gran impulso a la economía de la ciudad, tanta era la riqueza que guardaba este mineral que en 1827 se instala una casa de moneda en La Serena, la segunda que ha existido en la historia de Chile. Por motivos no aclarados del todo esta no llegó a funcionar plenamente acuñando solamente escasas monedas denominadas "Peso de Coquimbo". A la postre, Arqueros desde 1825 a 1832 originó el 85% de toda la plata que se produjo en Chile.
Otros hechos bélicos acaecidos en la ciudad, pero ya en épocas republicanas, sucedieron en el marco de la revolución de 1851. A fines de ese año La Serena resistió heroicamente durante meses el sitio del ejército Central de Chile que apoyaba el gobierno de Manuel Montt. La ciudad fue escenario de cruentas batallas, gran parte fue bombardeada y las casas de calle San Francisco (Eduardo de la Barra) resultaron severamente dañadas por el fuego.
Durante la Revolución de 1859 (rebelión en contra el gobierno de Manuel Montt) La Serena nuevamente fue escenario de batallas; la ciudad se adhirió a las fuerzas copiapinas lideradas por Pedro León Gallo Goyenechea y Pedro Pablo Muñoz, los nortinos en el primer combate resultaron victoriosos en la batalla de Los Loros cerca de Las Compañías, hasta que meses después el ejército de Santiago, derrota a Pedro León Gallo en la batalla del Cerro Grande al oriente de la ciudad.
El 28 de septiembre de 1864, dentro del territorio de La Serena se crea un nuevo departamento, llamado "Puerto de Coquimbo", que tiene por capital la villa del mismo nombre. Este hecho marca la primera separación del puerto con La Serena, el cual se había mantenido unido a ésta desde la colonia.2 Luego en 1928 se vuelve a anexar, pero solo hasta 1934.

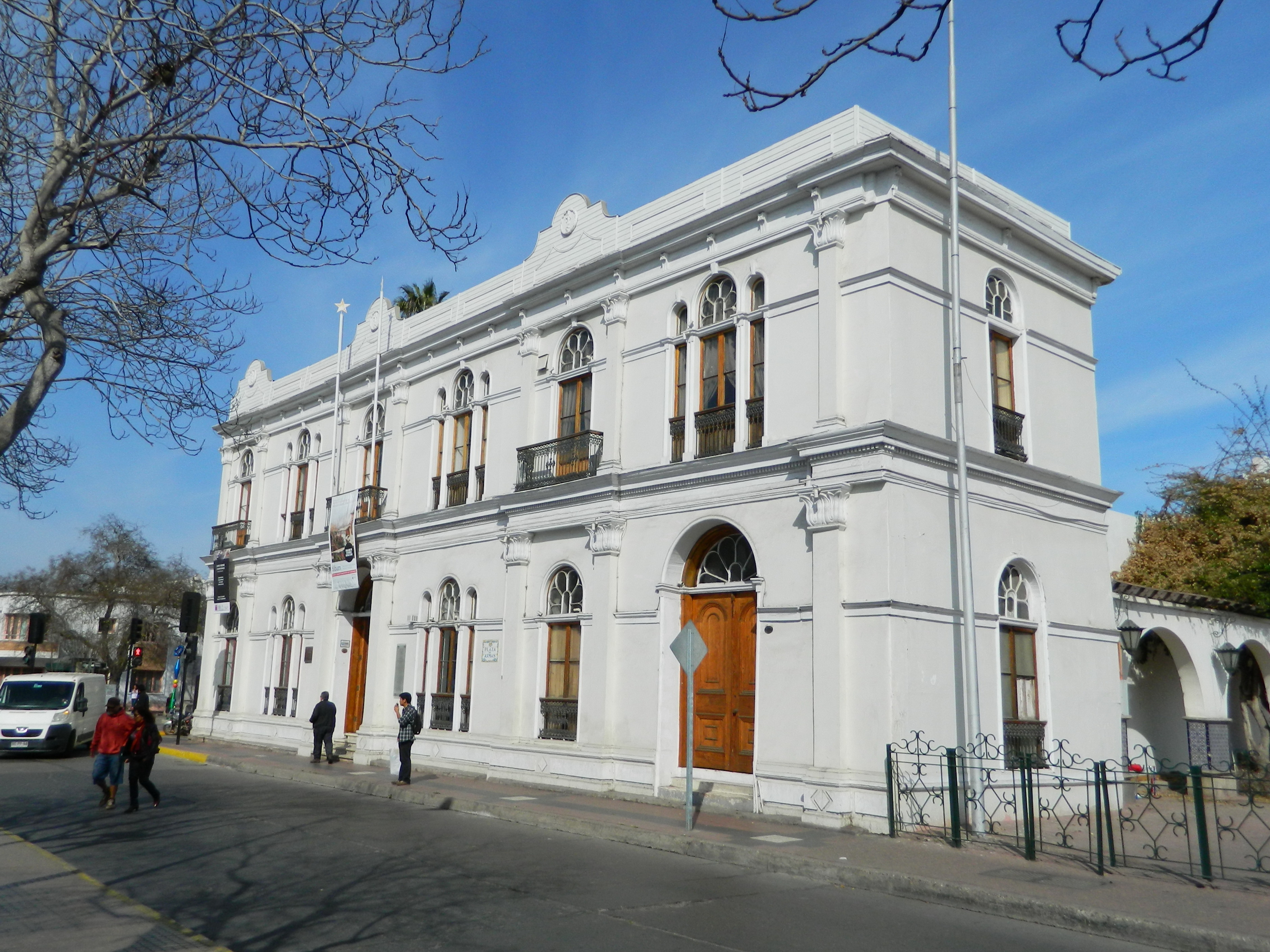
Museo Gabriel González Videla y antigua casa del expresidente del mismo nombre.

En 1920, comienza a gestarse un nuevo auge económico por la minería del hierro, la que atrae a capitales y contingente humano, originándose un nuevo cambio en la estructura urbana. 
Entre 1948 y 1952 comienza a gestarse el "Plan Serena", proyecto en el cual se renueva la ciudad con inversiones y remodelaciones urbanas que le imprimirían un sello único en el país. Así comienza a afianzarse en el rol de servicios, a rescatar y a desarrollar un estilo arquitectónico propio, denominado neocolonial español.
Actualmente, la ciudad disfruta de un estilo arquitectónico conocido como Neocolonial, con muchas estructuras como importantes monumentos nacionales. Las construcciones modernas a su vez cada siguen el marco regulador en la edificación de estas estructuras las cuales deben poseer rasgos coloniales que mantengan el estilo de la ciudad. En el centro de la ciudad hasta el año 2008, aún no es posible identificar edificios de más de 8 pisos de altura por un estatus municipal, sin embargo hacia el sector costero de la Avenida del Mar, se comienza a observar una gran explosión inmobiliaria que se distingue al observar construcciones de gran altura, abarcando desde Serena Norte hasta la vecina ciudad de Coquimbo.

### Historia de Coquimbo
La zona ocupada por esta ciudad (bahía y cerros) fue habitada por indígenas, que la utilizaron como morada y lugar de pesca. Tanto Pedro de Valdivia, cuando lo cruzó con su expedición en dirección a la futura Santiago (relatándolo así en una carta al rey Carlos V en el año 1550), como Juan Bohón al fundar La Serena, coincidieron que era un buen lugar para establecer un puerto. 

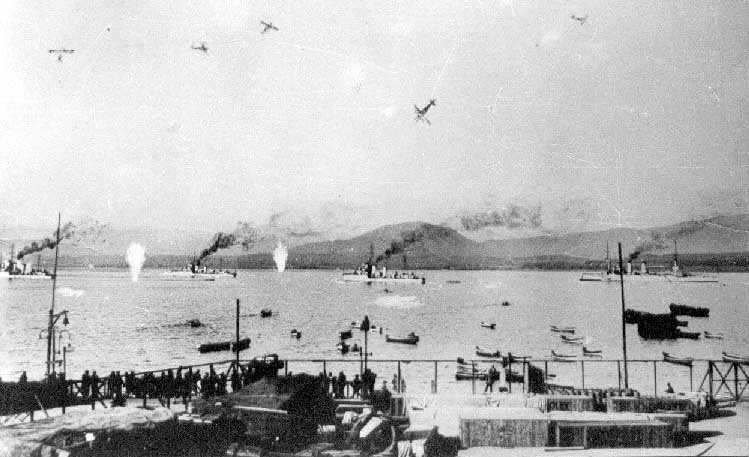
El bombardeo de la escuadra fondeada en Coquimbo, en 1931.

Las bondades de sus costas fueron también descritas en las bitácoras de diversos navegantes y corsarios de la época[cita requerida], Bartolomé Sharp (que desembarcó en sus costas en 1680) y Edward Davis (en 1686).
Al parecer, la primera dueña de las tierras que ocupa este puerto fue la princesa del Imperio inca o Coya (Inca) Doña Isabel Beatriz Coya, producto de una herencia por ser descendiente de la casa imperial del Cuzco. Sin embargo, fue Bernardo Álvarez de Tobar, escribano del cabildo de La Serena, quien solicitó la propiedad de estos terrenos a la Real Audiencia, basado en su vínculo matrimonial con doña Isabel. Años más tarde, pasó al dominio de Agustina Álvarez de Tobar que, en 1670, vende una porción de dicho terreno a su hijo Juan Álvarez y Allende. Este último, en 1710 vende, a su vez, una parte a un convento.

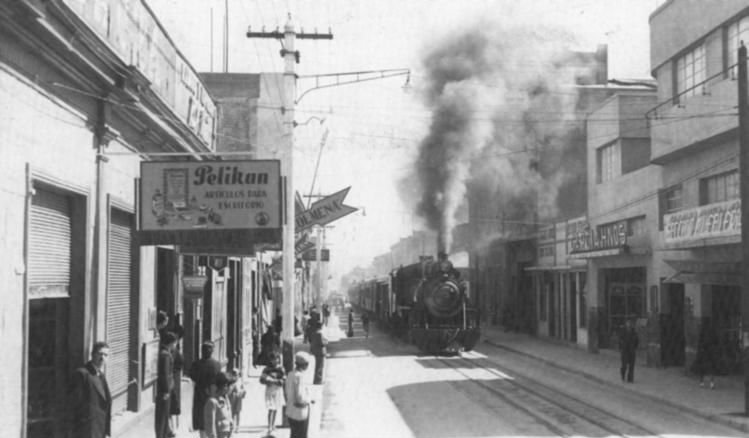
Calle Aldunate, del Centro de Coquimbo, hacia 1950

A comienzos del siglo XIX, Coquimbo era apenas un pequeño poblado de pescadores, no obstante, el ferrocarril que unió los yacimientos minerales con el puerto y las fundiciones de cobre permitieron su crecimiento.
En 1850, durante el administración de Manuel Bulnes se aprobaron los planos para la villa del puerto; y, en el gobierno de José Joaquín Pérez, mediante una ley de 24 de septiembre de 1864 se creó el Departamento de Coquimbo. La Municipalidad de Coquimbo fue creada el 5 de mayo de 1867, siendo José Joaquín Edwards Ossandón su primer alcalde. Se le otorga la calidad de ciudad el 4 de septiembre de 1879, durante el gobierno de Aníbal Pinto.
En 1922 la zona fue afectada por tsunami producido por un terremoto originado en la Provincia de Atacama. Este alcanzó unos 7 m s. n. m., provocando la muerte de cientos de personas. El mar subió aproximadamente hasta la calle Aldunate y Baquedano, en el centro de Coquimbo, y hasta la línea de ferrocarriles al oriente de la bahía.
En septiembre de 1931 fue uno de los escenarios de la Sublevación de la Escuadra. La escuadra rebelada se encontraba fondeada en este puerto y fue bombardeada por aviones de la Fuerza Aérea Nacional (FAN), que se habían concentrado en el Aeródromo El Tuquí en la vecina ciudad de Ovalle.

## La conurbación hoy en día
Ambas ciudades funcionan como un todo, tanto Coquimbo como La Serena poseen todos los servicios básicos. Además, La Serena y Coquimbo juntan y forman un polo turístico que se hace atractivo entre los chilenos y extranjeros, principalmente argentinos, uruguayos y brasileños.
Los clásicos de fútbol los disputan los equipos de ambas comunas: Coquimbo Unido y Deportes La Serena, cuadros populares en sus respectivas ciudades.
La ciudad es un importante sitio turístico, especialmente durante el verano, donde la gente la convierte en uno de los destinos para vacacionar con mayor relavancia en el país [PRC La Serena 2009], principalmente por sus playas, arquitectura, áreas verdes y gastronomía; en este último ámbito es popularmente reconocida por la producción de papayas locales y sus derivados [cita requerida]. Durante el resto del año su actividad se centra en ser un lugar de estudios universitarios, por encontrarse en ella la casa central de la Universidad de La Serena y las sedes de varias universidades privadas; además, es sede de la Arquidiócesis de La Serena, una de las cinco arquidiócesis católicas de Chile y por otro lado ser la capital económica de la región.

## Clima

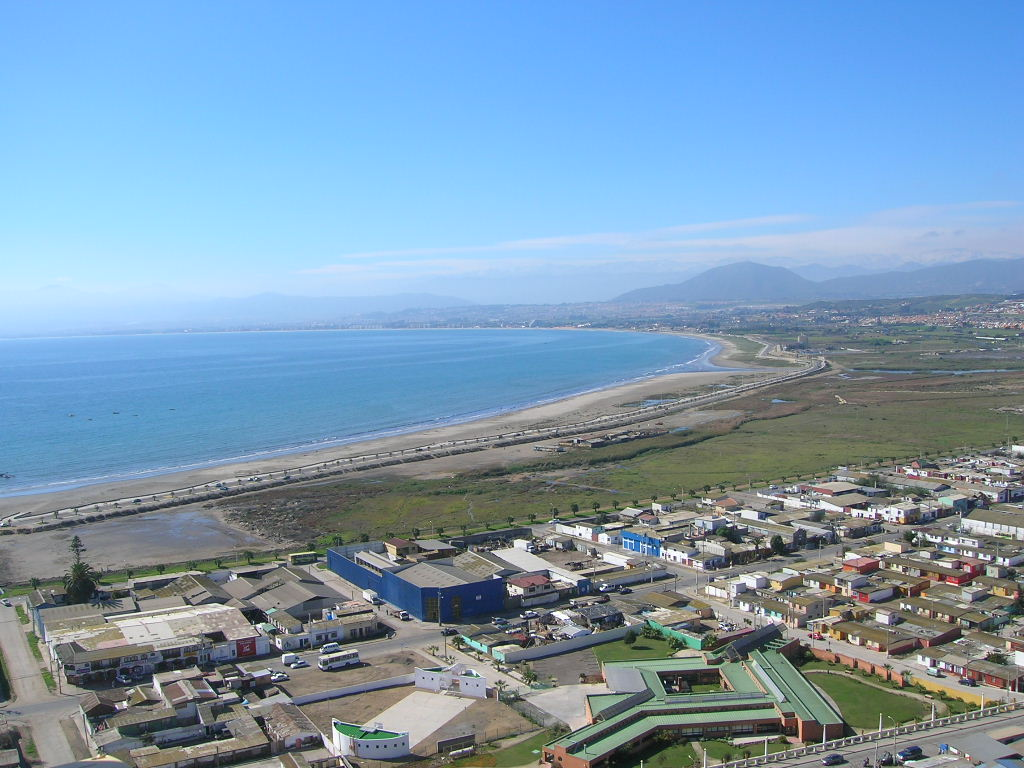
Vista de la Avenida Costanera de, desde la Mezquita de Coquimbo. Al fondo se aprecia la ciudad de La Serena.

El clima de la bahía se caracteriza por su alta luminosidad y radiación registrada como media, acompañada de alta humedad ambiente, perceptible todo el año por cualquier persona y un poco perjudicial para las personas con vías respiratorias sensibles. En verano las temperaturas pueden subir hasta los 25 a 26 °C, con mínimas de 15 °C. Puede haber mañanas nubladas, que despejan frecuentemente hacia mediodía. En invierno cambia hacia un frío notable, aumentado por la percepción de humedad. Las temperaturas pueden subir hasta los 14 C, y con mínimas que rondan los 4 °C. Los días nublados bajos y espesos son frecuentes y con lloviznas muy finas que empapan el ambiente. Alguna vez, en pleno invierno, se ha visto escarcha en la arena de la playa antes de salir el Sol. Y sobre todo en la ciudad de La Serena debido a su geografía[cita requerida]. El clima cambia drásticamente entre el aeropuerto y Algarrobito hacia el resto del valle del Elqui, al interior de la provincia; se torna caluroso y muy fértil a causa del río Elqui[cita requerida]. En el valle del Elqui se encuentra uno de los mejores cielos de América y el mundo[cita requerida].

## Urbanización
En La Serena, se destaca su arquitectura neocolonial, la que hace a la ciudad única en comparación con el resto del país. En el centro de la ciudad resaltan construcciones de la época colonial y también construcciones nuevas, pero que mantienen la línea tradicional de la ciudad implantados con el Plan Serena, entre 1946 y 1952.
El marcado estilo neocolonial y ecléctico que se puede apreciar en la mayoría de sus edificios y casonas aristocráticas del los siglos XIX y comienzos del XX se funde con los edificios públicos realizados durante el gobierno del presidente Gabriel González Videla para el conocido Plan Serena dándole un carácter arquitectónico único en el país.
Algunos de estos edificios patrimoniales e interesantes de visitar son el Edificio Gabriela Mistral (hoy ocupado por la Secretaría Ministerial de Educación), con un bello trabajo de luces nocturnas. También destaca el mercado o La Recova con una gran variedad de artesanías de todas partes del norte de Chile, incluso tejidos de lana de Bolivia y Perú, además de la gran cantidad de objetos en piedra Lapizlázuli y Combarbalita, piedras únicas en el mundo y autóctonas de la región.
También es interesante el Museo Arqueológico de La Serena, que ocupa un antiguo solar esquina donde se conserva su interesante portal en piedra de estilo colonial construido a inicios de la república. Dentro se encuentra la muestra arqueológica más importante de las antiguas culturas indígenas de la zona, Ánimas, Molle, Huentelauquén y Diaguita, que como principal legado dejaron su desarrollo en la alfarería de colores terrosos. Dentro del museo se encuentra también uno de los 3 Moais que se encuentran fuera de la Isla de Pascua, y que continuamente es llevado a exposiciones en el extranjero, además de algunos objetos de la cultura polinésica.

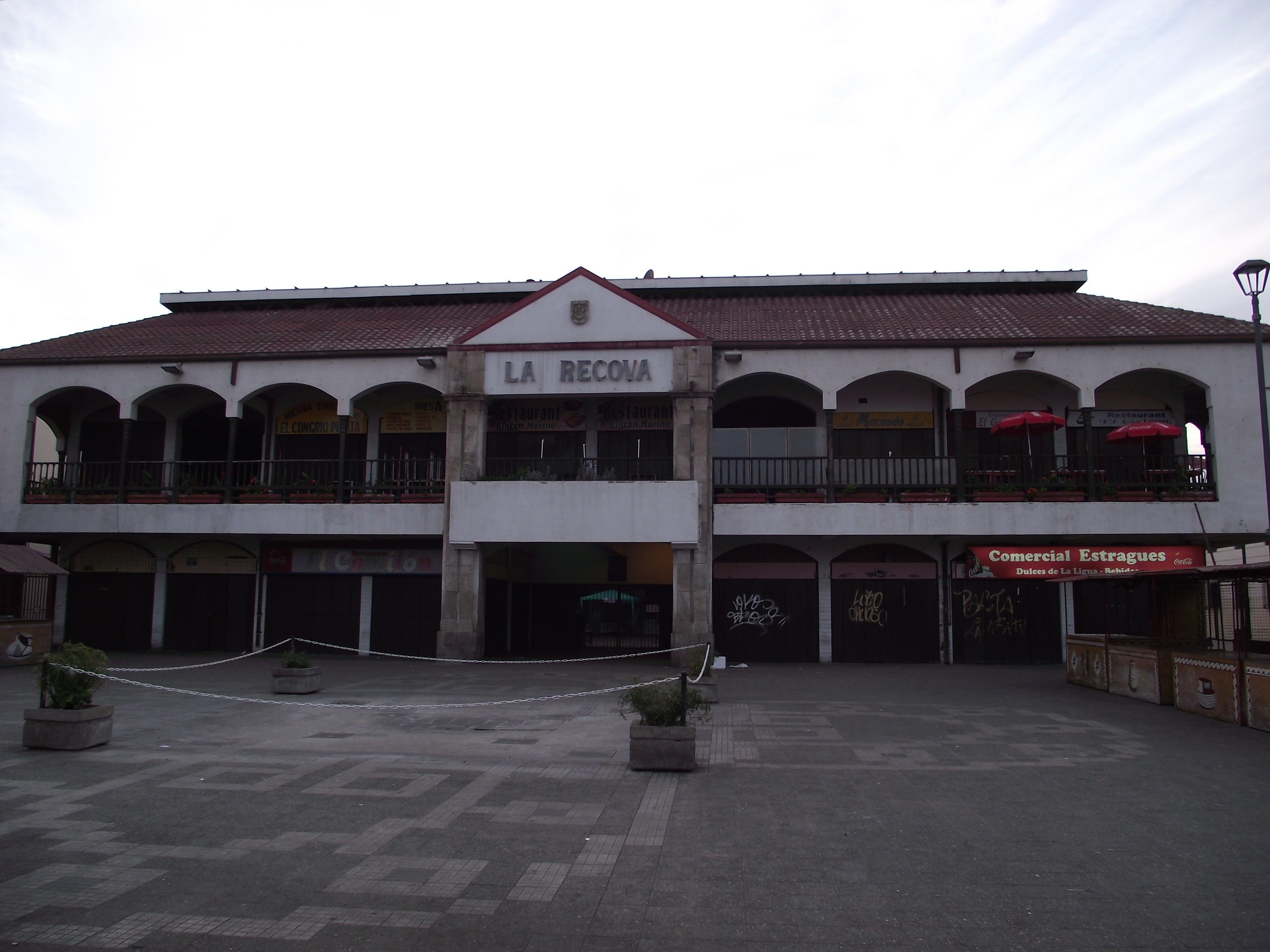
La Recova, mercado que se caracteriza por su variada oferta textil y gastronómica de la zona.

Dentro del recorrido histórico es importante destacar las bellas casas aristocráticas de familias acaudaladas de la época de gloria de la ciudad y que son nombradas comúnmente por el apellido de las familias que las habitaban. Algunos de los apellidos son los de las familias más importantes del Chile actual, como Piñera, Chadwick, Maldonado, Carmona (que posee un impresionante torreón mirador, uno de los primeros en La Serena y que estableció uno de los conceptos arquitectónicos más propios de las casas de la ciudad), al igual que la casa Jiliberto de la familia Cousiño, la Casa González Videla (hoy Museo de Historia Regional Presidente Gabriel González Videla), y un sinnúmero de casas con bellos zaguanes interiores.
El centro de la ciudad presenta un activo comercio, además de paseos semipeatonales, que embellecen las calles de fachadas continuas. La Plaza de Armas de La Serena, junto a la Plazoleta de la casa González Videla son el centro neurálgico de las actividades culturales y nocturnas durante el verano, además de las ferias de artesanía, gastronomía, exposiciones de fotografía y la Feria Internacional del Libro, que se realizan durante todo el año.
Esta avenida abarca 12 tramos de playas conocidas como: El Faro, Los Fuertes, Mansa, Blanca, La Barca, 4 Esquinas, La Marina, El Pescador, El Corsario, Hipocampo, Las Gaviotas y Canto del Agua. Todas ellas, excepto El Faro son aptas para el baño y deportes acuáticos y náuticos.
Además del centro histórico-cultural, un segundo polo de desarrollo para el turismo es la pujante Avenida del Mar, centro de veraneo por excelencia de los chilenos, que posicionan a La Serena como el segundo polo turístico del país. Posee 6 kilómetros de playas que se extienden desde el Faro Monumental de La Serena hasta el límite comunal con la ciudad de Coquimbo, es el lugar que por datos del Sernatur, recibe más de 1.000.000 de turistas anuales. Pubs, cafés, discoteques, karaoke, restaurantes, juegos, una bella costanera con ciclovías, edificios, ferias artesanales, cabañas y los mejores hoteles de la ciudad se pueden encontrar en este lugar. Últimamente la práctica del surf llama a deportistas de todas partes, para competir en los diversos circuitos de surf por sus torrentosas marejadas en el sector de "El Faro".
En Coquimbo, se combina lo moderno y lo antiguo: con la Cruz del Tercer Milenio y la Mezquita, se alzan grandes edificios de departamentos de más de 20 pisos de los cuales la mayoría se encuentran en la línea costanera de la Avenida del Mar o en La Herradura, y en el centro, destaca el arte en el Barrio Inglés.

## Economía
En la actualidad, esta conurbación se ha destacado por su gran crecimiento económico, lo cual la está llevando a convertirse en una de las aglomeraciones urbanas de mayor importancia nacional[cita requerida].
La economía tradicional de la región se caracteriza por:
- Agricultura, de fuerte desarrollo en los valles transversales e interiores.
- Minería, la llamada "pequeña" minería de cobre, caracterizada por cientos de pequeños productores, siendo su época más importante desde fines del siglo XIX hasta fines de los años 80. Hoy, el cobre, no tiene el mismo peso, dado por problemas de altos costos, de precios variables, impactos ambientales, tecnología tradicional obsoleta, falta de incentivos y conocimiento. El oro de Andacollo y del Indio, pasaron por su auge y posterior decaimiento hasta la casi desaparición[cita requerida].
- Pesquera, en decadencia, comparada a la actividad que se conoció en los años 60 y 70.[cita requerida]

Hoy toma peso el turismo. La industrialización de la región se centra en lugares como Alto Peñuelas.
La llamada "pequeña minería del cobre" de la región se caracteriza por, y se la denomina así, por su capacidad limitada de producción, que va desde la extracción artesanal de minerales, y su posterior venta a centros de recepción (Enami) hasta las instalaciones electro mecanizadas de concentración.

## Relaciones internacionales
La conurbación La Serena-Coquimbo es sede de una serie de instituciones de relaciones internacionales, tales como la Unidad Regional de Asuntos Internacionales (URAI) del Gobierno Regional de Coquimbo en La Serena, encargada del análisis y gestión de las relaciones bilaterales y multilaterales de la región con América Latina y el resto del mundo, la Comisión de Relaciones Internacionales y Jurídica del Consejo Regional de Coquimbo, Comité de Integración Paso de Agua Negra Argentina-Chile, la oficina regional del Servicio Nacional de Migraciones en La Serena, la oficina regional de la Dirección General de Promoción de Exportaciones (ProChile) en La Serena, el Departamento de Migraciones y Policía Internacional de la Policía de Investigaciones en La Serena la Oficina de Relaciones Internacionales y Migrantes de la Municipalidad de Coquimbo, y la Oficina Migrante de la Municipalidad de La Serena.
En materia de internacionalización en educación superior, el principal actor dentro de la conurbación La Serena-Coquimbo es la Oficina de Relaciones Internacionales de la Universidad de La Serena.

### Consulados en La Serena
| - Alemania (Consulado Honorario) - Brasil (Consulado Honorario) - Francia (Consulado Honorario) - Hungría (Consulado Honorario) | - Italia (Viceconsulado Honorario) - Polonia (Consulado Honorario) - Siria (Consulado Honorario) |

### Consulados en Coquimbo
- España (Consulado Honorario)

## Transportes
Dentro de la ciudad, existen tres asociaciones gremiales que operan diversas líneas de transporte mayor, compuesto por microbuses (comúnmente llamados micros): Lisanco (acrónimo de "Línea San Juan-Coquimbo"), Lincosur (acrónimo de "Línea Intercomunal Sur") y Liserco (acrónimo de "Línea La Serena-Coquimbo"); estas mismas asociaciones operan líneas de transporte interurbano entre La Serena y Coquimbo. En conjunto poseen un significativo número de microbuses que cubren una malla de recorridos que abarca buena parte del sector urbano y semirrural de la ciudad de Coquimbo.
Desde noviembre de 2024 la conurbación cuenta con dos recorridos de buses eléctricos que forman parte de Red Coquimbo-La Serena de Movilidad. Los recorridos unen los sectores de Sindempart (El Sauce) con Compañía Alta (Villa El Romero) y La Pampilla con Compañía Baja.
Recorridos de Liserco
| Sentido | La Serena-Coquimbo Parte Alta | La Serena-Coquimbo Llano | Coquimbo Tierras Blancas | La Serena-Punta Mira | Coquimbo-Sindempart |
| ------- | ----------------------------- | ------------------------ | ------------------------ | -------------------- | ------------------- |
| Ida     |                               |                          |                          |                      |                     |
| Vuelta  |                               |                          |                          |                      |                     |

La ciudad está interconectada por varias carreteras y autopistas, como la Carretera Panamericana al norte, que la comunica con la comuna de La Higuera y con Vallenar en la III Región de Atacama. Es en La Serena donde finaliza el tramo norte de esta carretera, la llamada Ruta 5 Panamericana Arica-La Serena, continuando con el tramo Ruta 5 Panamericana La Serena-Coquimbo, una autopista de alta velocidad (con semáforos y cruces a nivel y desnivel) que une ambas urbes y principal vía de comunicación dentro de la conurbación. Esta vía tiene una prolongación al sur denominada Autopista del Elqui, que comunica a Coquimbo con Los Vilos.
Otras carreteras importantes, son la ruta 41-CH, intersección a la ruta 5 Panamericana La Serena-Coquimbo, y que une a La Serena con la comuna de Vicuña y con la Provincia de San Juan en la República de Argentina por medio del Paso Fronterizo Aguas Negras. Importante es también la ruta 43 que une a la conurbación con Ovalle en la Provincia de Limarí y en donde también existe una intersección que se comunica con la comuna de Andacollo.

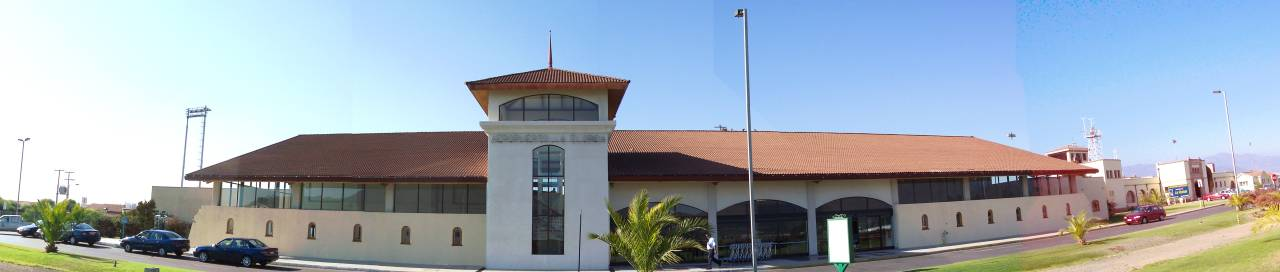
Fachada desde la Ruta 41-CH del Aeropuerto La Florida de la ciudad de La Serena.

Asimismo, existen varias líneas de transporte menor, formadas por taxis colectivos, que realizan recorridos desde el centro de la ciudad a los sectores de Las Torres, Sindempart, La Cantera, La Herradura, Guayacán, Tierras Blancas, Olivar Bajo y San Juan, y viceversa.
Existe un curso un proyecto para construir un tranvía que conecte ambas comunas.

## Medios de comunicación

### Radioemisoras
Se puede encontrar una amplia variedad de radios que cubren la señal por aire de la zona. La mayoría de las señales salen del Cerro Grande.

#### FM
- 88.3 MHz - Radio Armonía
- 88.9 MHz - Play FM
- 89.5 MHz - ADN Radio Chile
- 90.1 MHz - Radio Concierto
- 90.5 MHz - Radio Bío-Bío
- 91.1 MHz - Radio Corporación
- 91.7 MHz - Corazón FM
- 92.3 MHz - Radio Futuro
- 92.9 MHz - Radio Universo
- 93.5 MHz - Madero FM
- 94.5 MHz - Radio Universidad de la Serena
- 95.1 MHz - Radio Guayacán
- 95.7 MHz - El Faro FM
- 96.3 MHz - Radio Rock & Pop
- 96.7 MHz - Radio San Bartolomé
- 97.1 MHz - Romántica FM
- 97.7 MHz - Digital FM
- 98.1 MHz - Radio Océano
- 98.5 MHz - Mi Radio
- 98.9 MHz - Radio Continente
- 99.3 MHz - Radio América
- 99.9 MHz - Radio Pudahuel
- 100.3 MHz - Radio Agricultura
- 100.9 MHz - Radioactiva
- 101.5 MHz - El Conquistador FM
- 102.1 MHz - FM Okey
- 102.7 MHz - Radio Montecarlo
- 103.3 MHz - Radio Infinita
- 103.7 MHz - Radio María Chile
- 104.1 MHz - Radio Carolina
- 104.5 MHz - Radio Carnaval
- 104.9 MHz - FM Plus
- 105.3 MHz - FM Dos
- 105.7 MHz - Los 40
- 106.3 MHz - Radio Beethoven
- 106.7 MHz - Radio Cooperativa
- 107.1 MHz - Radio Antena
- 107.5 MHz - Compañía FM
- 107.7 MHz - Radio Crecer
- 107.9 MHz - Radio Pinamar FM

#### AM
- 820 kHz - Radio La Serena
- 1350 kHz - Radio Riquelme

### Televisión
En la conurbación poseen repetidoras todos los canales de televisión con cobertura nacional. Adicionalmente cuenta con un canal local para televisión abierta (Thema Televisión) y uno por televisión por cable (Cuartavisión).

#### UHF
- 24 - Canal 13 HD
- 24 - T13 En Vivo
- 27 - Mega HD
- 27 - Mega 2
- 28 - La Red HD
- 28 - La Red 2
- 33 - TVN HD
- 33 - NTV
- 34 - Chilevisión HD
- 34 - UChile TV
- 35 - Telecanal HD
- 35 - Telecanal 2
- 42 - TV+ HD
- 42 - TV MÁS 2
- 42 - UCV TV
- 45 - Thema Televisión
- 45 - Carnaval TV
- 49 - América Televisión
- 49 - Radio América
- 49 - América Televisión 2
- 51 - Nativa TV HD
- 51 - La Popular TV
- 51 - Radio La Serena

## Deportes
En la actualidad, solo hay dos equipos de la zona que juegan en Primera División son (Coquimbo Unido y Deportes La Serena), existen más equipos en la zona dos de ellos juegan en Segunda División (Provincial Ovalle y Brujas de Salamanca) y solo uno en la Tercera A (Unión Compañías). Coquimbo Unido y Club de Deportes La Serena son considerados los principales equipos de la zona, debido a su fuerte rivalidad desde la década de los años 2010. Entre estos equipos se disputan tradicionalmente el Clásico del Norte Chico, y en conjunto son los más populares de la zona norte del país.
El principal recinto deportivo es el Estadio Francisco Sánchez Rumoroso, con una capacidad máxima de 18 750 espectadores, otro recintos de importancia son el Estadio La Portada de La Serena de 18 500 asistentes de capacidad; el Estadio Diaguitas para 5 000 personas; el Estadio La Pampilla para 4 000 personas y el Estadio Juan Soldado de Las Compañías.

## Prensa
En la conurbación se editan los periódicos El Día y La Región, ambos con distribución regional. 